# Monthois
Monthois est une commune française, située dans le département des Ardennes en région Grand Est.

## Géographie
|      | Saint-Morel   |             |
| Liry | Monthois      | Challerange |
|      | Marvaux-Vieux | Séchault    |

### Hydrographie
La commune est dans la région hydrographique « la Seine du confluent de l'Oise (inclus) à l'embouchure » au sein du bassin Seine-Normandie. Elle est drainée par le ruisseau d'Alin, le ruisseau de Jailly, le Bouillon, le Fossé de la Grande Versaine, le ruisseau des Dues, le ruisseau de Cerisier, le cours d'eau 02 de la commune de Monthois et le Fossé 03 de la commune de Monthois,.
Le ruisseau d'Alin, d'une longueur de 17 km, prend sa source dans la commune d'Aure et se jette  dans l'Aisne à Brécy-Brières, après avoir traversé huit communes.

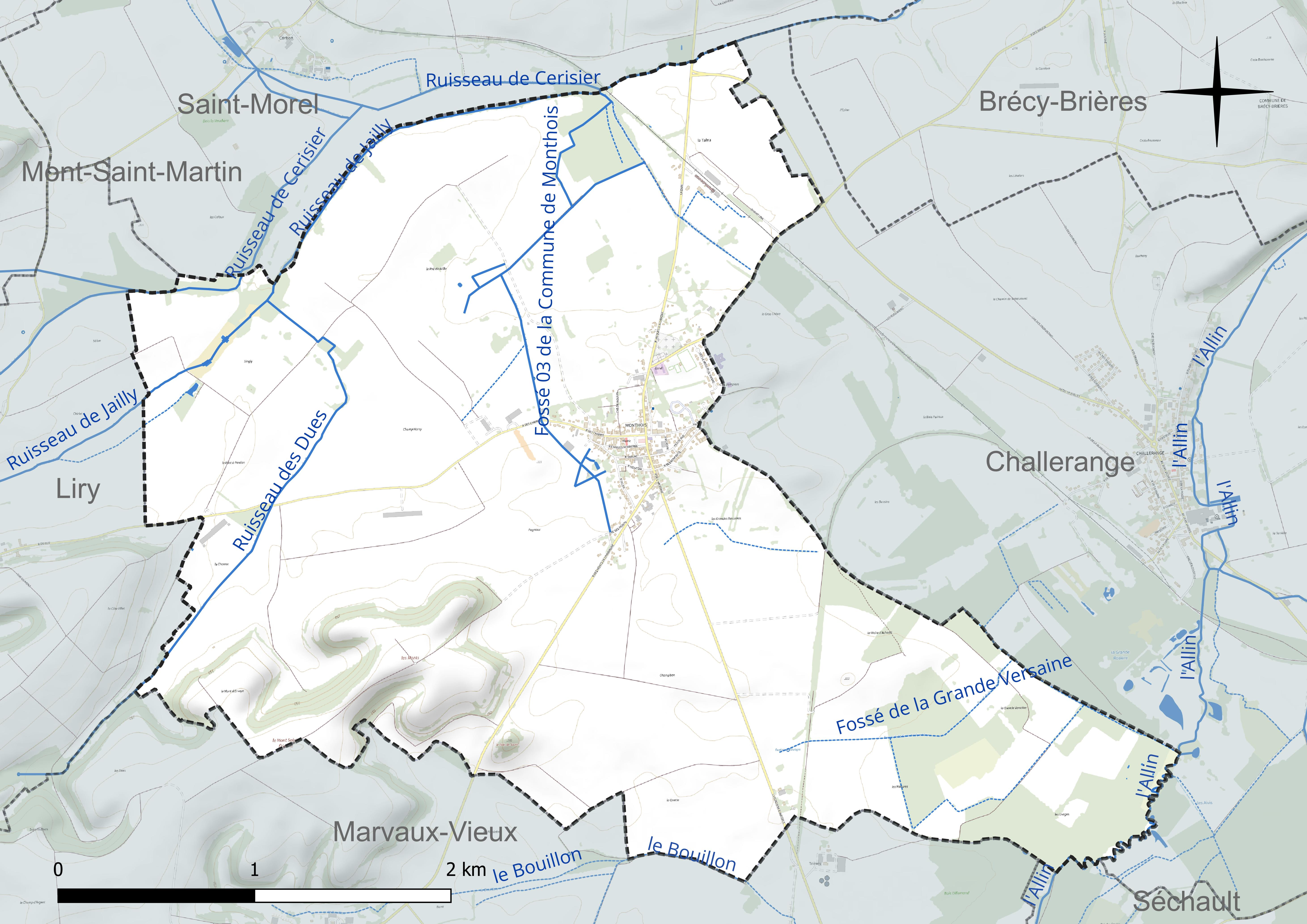
Réseau hydrographique de Monthois.

Le ruisseau de Jailly, d'une longueur de 10 km, prend sa source dans la commune de Liry et se jette  dans l'Aisne à Brécy-Brières, après avoir traversé cinq communes.

### Climat
Pour des articles plus généraux, voir Climat du Grand Est et Climat des Ardennes.
En 2010, le climat de la commune est de type climat océanique dégradé des plaines du Centre et du Nord, selon une étude du Centre national de la recherche scientifique s'appuyant sur une série de données couvrant la période 1971-2000. En 2020, Météo-France publie une typologie des climats de la France métropolitaine dans laquelle la commune est exposée à un climat océanique altéré et est dans la région climatique Nord-est du bassin Parisien, caractérisée par un ensoleillement médiocre, une pluviométrie moyenne régulièrement répartie au cours de l’année et un hiver froid (3 °C).
Pour la période 1971-2000, la température annuelle moyenne est de 10,3 °C, avec une amplitude thermique annuelle de 15,6 °C. Le cumul annuel moyen de précipitations est de 807 mm, avec 12,7 jours de précipitations en janvier et 8,8 jours en juillet. Pour la période 1991-2020, la température moyenne annuelle observée sur la station météorologique de Météo-France la plus proche, « Montcheutin_sapc », sur la commune de Montcheutin à 8 km à vol d'oiseau, est de 11,0 °C et le cumul annuel moyen de précipitations est de 721,9 mm. 
La température maximale relevée sur cette station est de 41,2 °C, atteinte le 25 juillet 2019 ; la température minimale est de −15,5 °C, atteinte le 20 décembre 2009,,.
Les paramètres climatiques de la commune ont été estimés pour le milieu du siècle (2041-2070) selon différents scénarios d'émission de gaz à effet de serre à partir des nouvelles projections climatiques de référence DRIAS-2020. Ils sont consultables sur un site dédié publié par Météo-France en novembre 2022.

## Urbanisme

### Typologie
Au 1er janvier 2024, Monthois est catégorisée commune rurale à habitat dispersé, selon la nouvelle grille communale de densité à 7 niveaux définie par l'Insee en 2022.
Elle est située hors unité urbaine. Par ailleurs la commune fait partie de l'aire d'attraction de Vouziers, dont elle est une commune de la couronne,. Cette aire, qui regroupe 45 communes, est catégorisée dans les aires de moins de 50 000 habitants,.

### Occupation des sols
L'occupation des sols de la commune, telle qu'elle ressort de la base de données européenne d’occupation biophysique des sols Corine Land Cover (CLC), est marquée par l'importance des territoires agricoles (90,5 % en 2018), une proportion sensiblement équivalente à celle de 1990 (90,6 %). La répartition détaillée en 2018 est la suivante : 
terres arables (56,8 %), prairies (24,3 %), zones agricoles hétérogènes (9,4 %), zones urbanisées (4,4 %), forêts (3,3 %), milieux à végétation arbustive et/ou herbacée (1,7 %). L'évolution de l’occupation des sols de la commune et de ses infrastructures peut être observée sur les différentes représentations cartographiques du territoire : la carte de Cassini (XVIIIe siècle), la carte d'état-major (1820-1866) et les cartes ou photos aériennes de l'IGN pour la période actuelle (1950 à aujourd'hui).

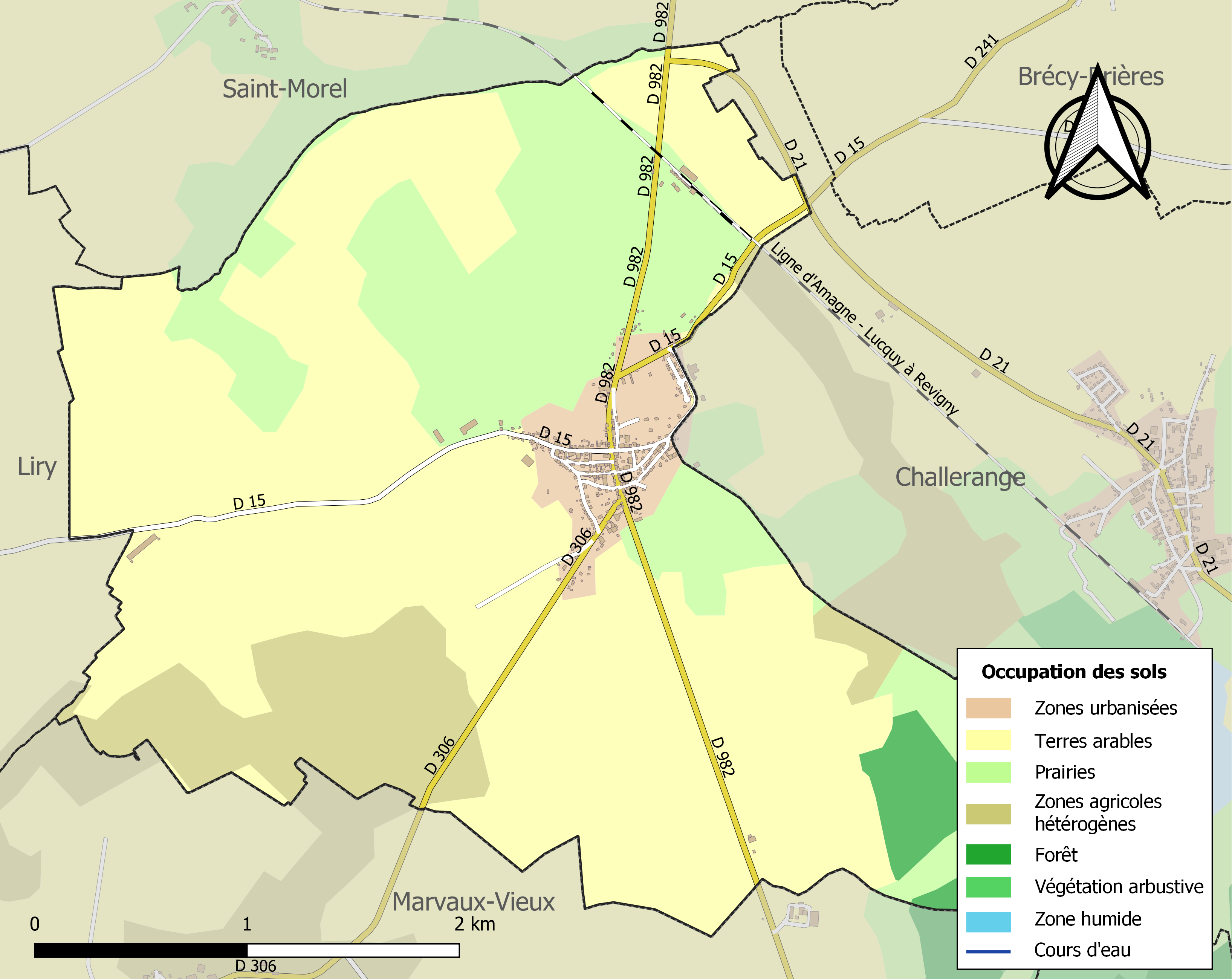
Carte des infrastructures et de l'occupation des sols de la commune en 2018 (CLC).

## Politique et administration

### Rattachements administratifs et électoraux
Monthois est rattaché à l'arrondissement de Vouziers, au Canton de Monthois et à la Troisième circonscription des Ardennes.
La commune relève du tribunal judiciaire, du tribunal pour enfants et du conseil de prud'hommes de Charleville-Mézières ; du tribunal de commerce et du tribunal de proximité de Sedan ; de la Cour d'appel de Reims et de celle de Nancy.

### Intercommunalité
La commune fait partie de la Communauté de communes de l'Argonne Ardennaise.

### Liste des maires
| Période                                  | Période                   | Identité                                      | Étiquette | Qualité                                       |
| ---------------------------------------- | ------------------------- | --------------------------------------------- | --------- | --------------------------------------------- |
| avant 1875                               | après 1879                | Damour                                        |           |                                               |
| mars 2001                                | 20 septembre 2009         | Patrice Groff                                 | RPR-UMP   | Conseiller général et infirmier jusqu'en 2009 |
| ?                                        | En cours (au 27 mai 2020) | Vincent Fleury Réélu pour le mandat 2020-2026 |           | Agriculteur                                   |
| Les données manquantes sont à compléter. |                           |                                               |           |                                               |

## Démographie
L'évolution du nombre d'habitants est connue à travers les recensements de la population effectués dans la commune depuis 1793. Pour les communes de moins de 10 000 habitants, une enquête de recensement portant sur toute la population est réalisée tous les cinq ans, les populations de référence des années intermédiaires étant quant à elles estimées par interpolation ou extrapolation. Pour la commune, le premier recensement exhaustif entrant dans le cadre du nouveau dispositif a été réalisé en 2004.

En 2022, la commune comptait 396 habitants, en évolution de +7,61 % par rapport à 2016 (Ardennes : −2,97 %, France hors Mayotte : +2,11 %).
| 1793 | 1800 | 1806 | 1821 | 1831 | 1836 | 1841 | 1846 | 1851 |
| ---- | ---- | ---- | ---- | ---- | ---- | ---- | ---- | ---- |
| 612  | 610  | 682  | 583  | 673  | 666  | 664  | 704  | 651  |

| 1866 | 1872 | 1876 | 1881 | 1886 | 1891 | 1896 | 1901 | 1906 |
| ---- | ---- | ---- | ---- | ---- | ---- | ---- | ---- | ---- |
| 616  | 607  | 578  | 568  | 608  | 554  | 558  | 558  | 558  |

| 1911 | 1921 | 1926 | 1931 | 1936 | 1946 | 1954 | 1962 | 1968 |
| ---- | ---- | ---- | ---- | ---- | ---- | ---- | ---- | ---- |
| 515  | 528  | 625  | 446  | 438  | 450  | 448  | 444  | 417  |

| 1975 | 1982 | 1990 | 1999 | 2004 | 2006 | 2009 | 2014 | 2019 |
| ---- | ---- | ---- | ---- | ---- | ---- | ---- | ---- | ---- |
| 363  | 388  | 376  | 336  | 367  | 382  | 382  | 371  | 385  |

| 2022 | - | - | - | - | - | - | - | - |
| ---- | - | - | - | - | - | - | - | - |
| 396  | - | - | - | - | - | - | - | - |

## Héraldique
| Armes de Monthois | Les armes de Monthois se blasonnent ainsi : De gueules au croissant d’argent, au chef du même chargé d’un lambel d’azur. |

## Lieux et monuments
- Église de la Sainte-Trinité de Monthois.